# Upplands Väsby
Upplands Väsby ([ˈup̚.plãn̪ds 'bɜ:s̬βi]ⓘ) es una localidad bimunicipal (el término corresponde a un área urbana en Suecia o tätort). Capital del municipio homónimo, situado en la provincia de Estocolmo. Parte de la comunidad tiene residencia en el vecino municipio de Sollentuna.

## Historia
Cuando el ferrocarril Estocolmo—Upsala fue abierto en los 1860´s, su estación fue construida cerca de la mansión "Väsby”. Algunas industrias fueron atraídas al punto y unos establecimientos se desarrollaron. 
El nombre de la localidad se convirtió con el paso del tiempo en Upplands Väsby (literalmente en sueco Tierras de Arriba de Väsby); ese nombre fue tomado de la oficina de correos que se llamó de esa forma en 1919 para distinguirlo de otros topónimos “Väsby” alrededor del país. 
El ferrocarril, sin embargo, fue llamado "Väsby" justo hasta 1939. Después de que ocurrió la reforma municipal de 1952 se convirtió en el asiento de un municipio que lleva su nombre. 
Con sus casi 44 000 habitantes en la actualidad, ahora ocupa el lugar 21º entre los municipios más grandes de Suecia (tätort), y tiene una localización favorable en medio de Estocolmo y el aeropuerto de Arlanda. 
El barrio se dio a conocer internacionalmente en los 80´s gracias a que la entonces popular banda de hard rock Europe indicara que proviene de Upplands Väsby y también la banda de metal sinfónico Therion.

## Galería

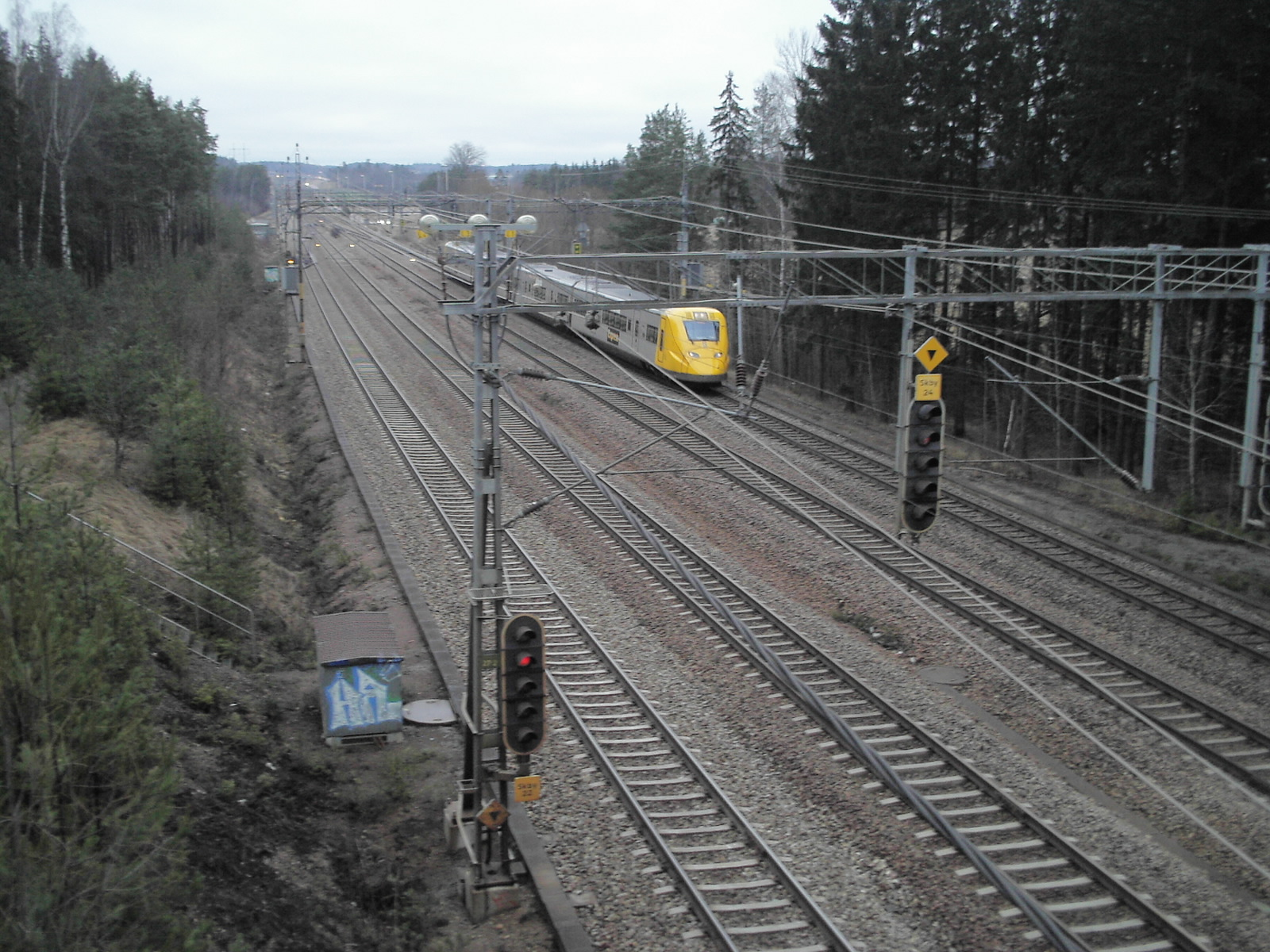
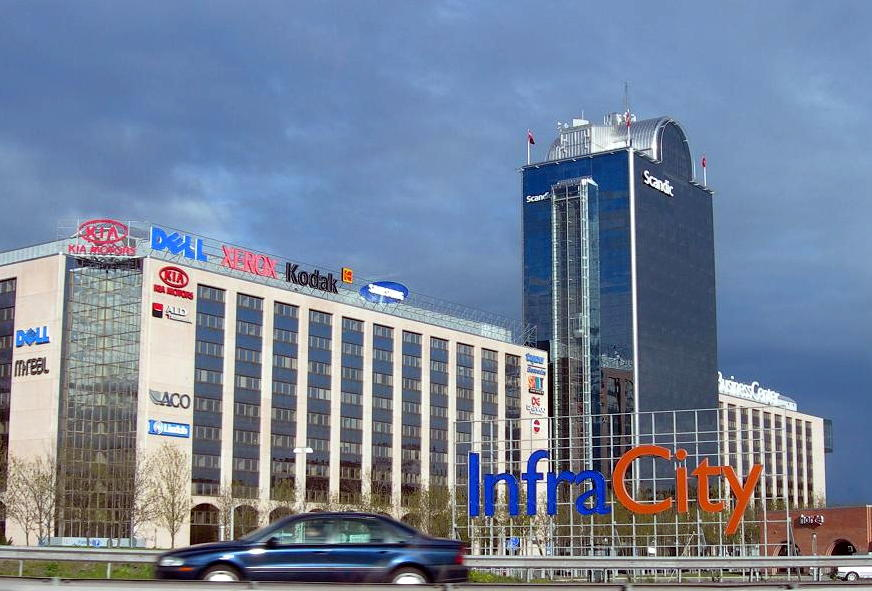
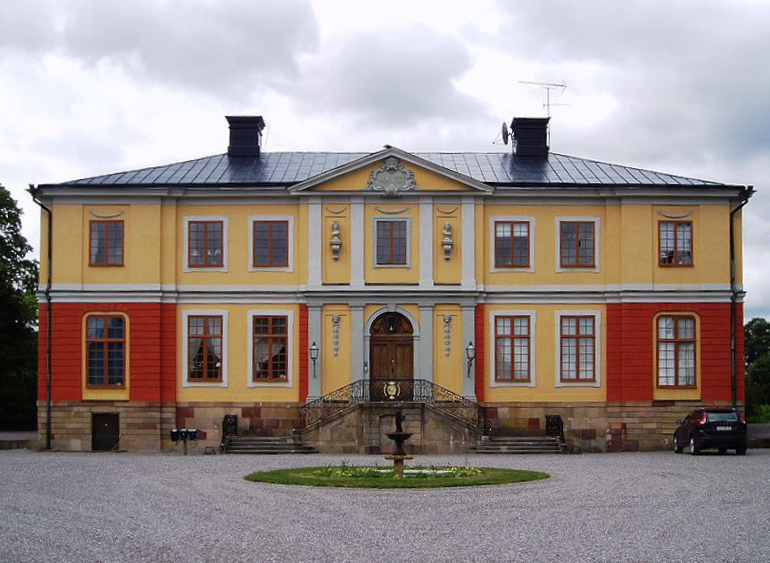
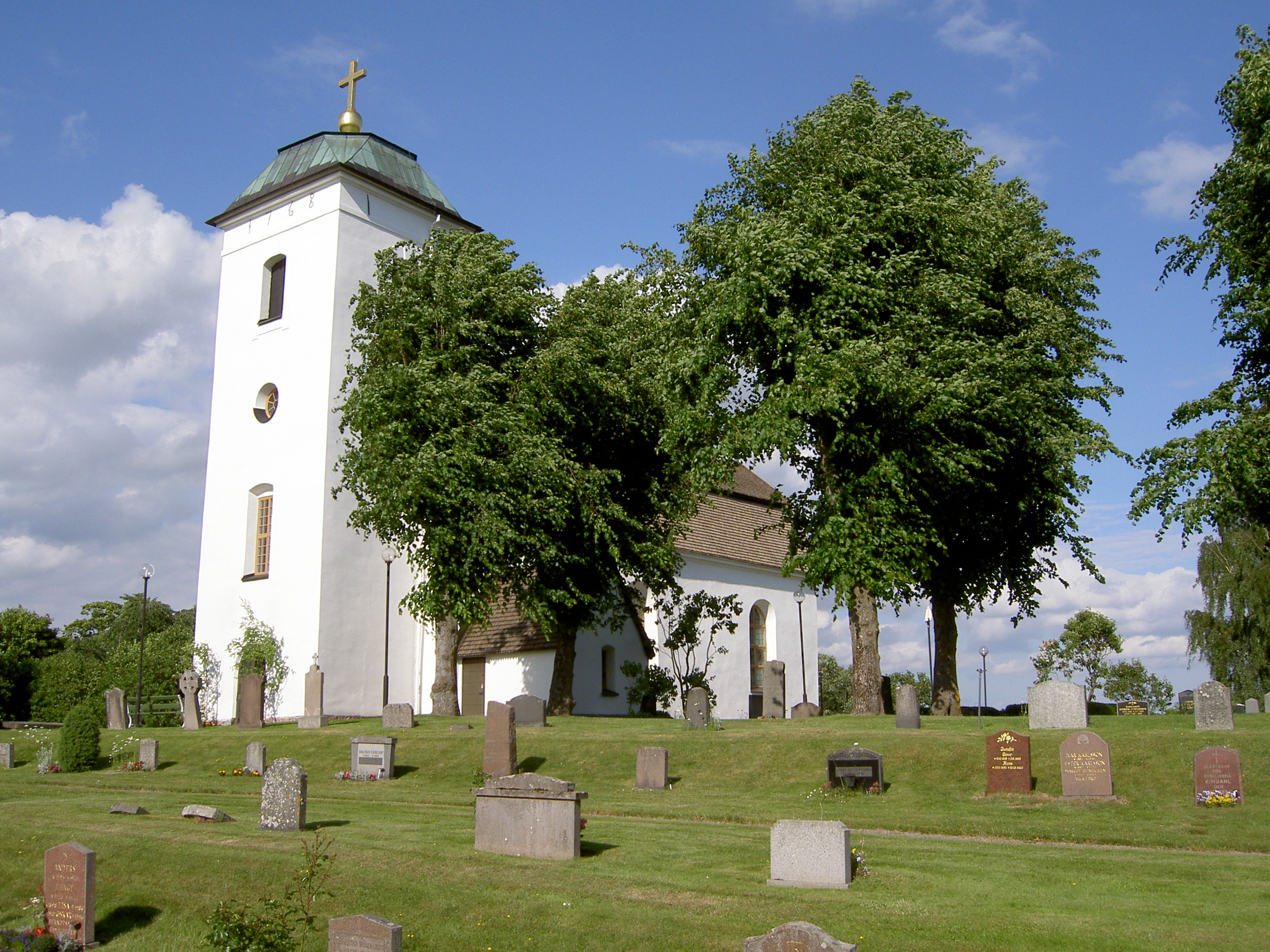

## Demografía
| Gráfica de evolución de Upplands Väsby entre 1950 y 2010 |
|                                                          |